# Amy Winehouse Live in Europe
Amy Winehouse Live in Europe è un tour di Amy Winehouse del 2008.

## Scaletta
1. Addicted
2. Just Friends
3. Tears Dry on Their Own
4. Cupid
5. Back to Black
6. Wake Up Alone
7. Some Unholy War (a volte)
8. Love Is a Losing Game
9. Hey Little Rich Girl
10. A Message to You Rudy (a volte)
11. You're Wondering Now
12. You Know I'm No Good
13. Rehab
14. Me & Mr Jones
15. Valerie